# Неуязвимый (серия фильмов)
«Неуязвимый» (англ. Unbreakable film series), также называется «Eastrail 177 Trilogy» — американская серия фильмов в жанре супергеройского кино и психологического триллера. Фильмы были сняты и спродюсированы режиссёром М. Найтом Шьямаланом по собственному сценарию. Трилогия состоит из фильмов Неуязвимый (2000), Сплит (2016) и Стекло (2019).
Во всех фильмах появляется Дэвид Данн. Работы Шьямалана отличаются от традиционных фильмов о супергероях. Некоторые называют франшизу «первой авторской общей супергеройской вселенной». Также это первая супергеройская франшиза, написанная и снятая одним человеком. Шьямалан отметил, что, хотя трилогия имеет отсылки к комиксам, она на самом деле является оригинальным проектом. Фильмы делают упор на реалистичность и рассматривается как деконструкция жанра супергероев. Трилогия, таким образом, считается уникальным взглядом на супергеройский жанр.
Режиссёр заявил, что фильмы из данной франшизы — это история происхождения людей с уникальными способностями, с намерением показать, что у каждого человека есть что-то особенное. «Сплит» был назван первым сольным рассказом о суперзлодее. Писатели и фанаты также назвали фильмы «трилогией Eastrail 177», потому что все три главных персонажа связаны с крушением поезда Eastrail №177 в первом фильме.

## Фильмы
| Фильмы     | Дата выхода в США | Режиссёр         | Сценарист        | Продюсер                     | Продюсер         |
| ---------- | ----------------- | ---------------- | ---------------- | ---------------------------- | ---------------- |
| Неуязвимый | 22 ноября 2000    | М. Найт Шьямалан | М. Найт Шьямалан | Барри Мендел и Сэм Мерсер    | М. Найт Шьямалан |
| Сплит      | 20 января 2017    | М. Найт Шьямалан | М. Найт Шьямалан | Джейсон Блум и Марк Бьенсток | М. Найт Шьямалан |
| Стекло     | 18 января 2019    | М. Найт Шьямалан | М. Найт Шьямалан | Джейсон Блум и Марк Бьенсток | М. Найт Шьямалан |

### Неуязвимый (2000)
Главный герой Дэвид Данн оказывается единственным выжившим после крушения поезда. Вскоре после этого он встречает хозяина галереи комиксов Элайджу Прайса по прозвищу «Мистер Стекло», который предполагает странное объяснение того, почему Дэвид выжил без единой царапины, объяснение, которое угрожает навсегда изменить семью Данна и всю его жизнь.
Во время съёмок фильма Шестое чувство, М. Найт Шьямалан предложил Уиллису роль Дэвида Данна. Некоторое время спустя Сэмюэл Л. Джексон вместе с Уиллисом были объявлены двумя главными героями фильма. Перед съёмками фильма Джексон встретился с Уиллисом, чтобы обсудить сценарий. Основные съёмки начались 25 апреля 2000 года и закончилась в июне того же года.

### Сплит (2016)
Кевин Крамб болен расщеплением личности. От лица каждой из двадцати трёх личностей он общался со своим доверенным психиатром, доктором Флетчер, хотя осталась ещё одна личность, которая должна материализоваться и доминировать над всеми остальными. Вынужденный похитить трёх девочек-подростков вместе с наблюдательной Кейси, Кевин ведёт войну за выживание среди всех, кто содержится в нём, а также всех вокруг него, поскольку стены между его сущностями разрушаются.
В октябре 2015 года Джеймс Макэвой был выбран в качестве основного антагониста фильма, Кевина Уэнделла Крамба. Первоначально на эту роль рассматривался Хоакин Феникс. В том же месяце к касту присоединились Аня Тейлор-Джой, Бетти Бакли, Джессика Сула и Хейли Лу Ричардсон. После объявления актёрского состава Universal Pictures раскрыло название фильма. Основные съёмки начались в ноябре 2015 года и закончились в июне 2016 года.

### Стекло (2019)
После событий «Сплита» Дэвид Данн использует свою суперсилу и сверхъестественные способности, чтобы выследить Кевина Крамба, при этом снова сталкиваясь со своим давним другом — Мистером Стекло.
Брюс Уиллис, Сэмюэл Л. Джексон, Спенсер Трит Кларк, Шарлейн Вудард, Джеймс Макэвой и Аня Тейлор-Джой повторили свои роли из «Неуязвимого» и «Сплита». В июле 2017 года Сара Полсон присоединилась к актёрскому составу. В ноябре Адам Дэвид Томпсон заявил, что тоже снялся в фильме, но свою роль называть отказался. Основные съёмки фильма начались в октябре и закончилась в декабре 2017 года.

## Производство
Трилогия началась с фильма «Неуязвимый», который был выпущен в 2000 году. Когда M. Найт Шьямалан придумал идею «Неуязвимого», в набросках была традиционная трехкомпонентная структура комиксов («рождение» супергероя, его борьба с обычными злодеями и окончательная битва героя против «заклятого врага»). Считая наиболее интересным раздел о рождении героя, он решил снять «Неуязвимого» как историю происхождения. В то время многие экранизации комиксов о супергероях не имели широкого успеха, таким образом фильм снимался как психологический триллер, как было в прорывном фильме Шьямалана «Шестое чувство», а не как очередной супергеройский фильм. По словам режиссёра, он был на телефонной конференции со студией, и они сказали, что не могут упоминать в фильме слова «комиксы» и «супергерои».
После выхода «Неуязвимого» в 2000 году Брюс Уиллис заявил, что фильм был первой частью запланированной трилогии. И Уиллис, и Джексон настаивали на продолжении, но Шьямалан выразил неуверенность и не мог ничего сказать о продолжении. Будет ли у фильма сиквел, зависело от суммы кассовых сборов. Несмотря на то, что «Неуязвимый» считается умеренным кассовым успехом, он принес всего 248 миллионов долларов во всём мире при бюджете в 75 миллионов, не совсем оправдав ожидания и заработав около трети от суммы, собранной Шестым чувством. Тем не менее, «Неуязвимый» со временем приобрел большую популярность, поскольку аудитория супергеройских фильмов начала расти. Некоторые называют фильм «Неуязвимый» лучшей работой в карьере режиссёра. Считаясь фильмом о супергероях, он был включен в список 10 лучших фильмов о супергероях за все время по версии «Time». Квентин Тарантино также включил «Неуязвимого» в свой список 20 лучших фильмов, выпущенных после 1992 года.
Сюжет второго фильма, получившего название «Сплит», строится вокруг Кевина Уэнделла Крамба, страдающего расщеплением личности. Персонаж присутствовал в одном из ранних проектов «Неуязвимого», но Шьямалан решил оставить его для сиквела, заявив, что в фильме и так проблемы с балансировкой экранного времени между героем и злодеем. Так же в «Сплит» включены сцены, которые изначально были написаны для «Неуязвимого». Сиквел стал кассово успешным, проложив тем самым дорогу для третьего фильма. Хотя сам режиссёр, как он заявил, не является поклонником сиквелов, две звезды первого фильма, Брюс Уиллис и Сэмюэл Л. Джексон, попросили его подумать о создании продолжения. Шьямалан объявил, что планирует триквел под названием «Стекло» с датой выхода в 2019 году. Также он добавил, что не намерен снимать продолжение без вдохновения.

## Темы
Несмотря на то, что трилогия относится к жанру супергеройских фильмов, Шьямалан отмечает, что одна из главных тем фильма гласит, что в каждом есть необыкновенные способности. Хотя события фильмов происходят в одной вселенной, у каждой картины свой стиль и настроение. «Неуязвимый» — детективный фильм, в котором рассказывается о человеке, выжившем после крушения поезда и начинающим открывать в себе уникальный дар. «Сплит» — фильм ужасов, в котором рассказывается о происхождении суперзлодея, в то время как «Стекло», по словам Шьямалана, является тематическим ощущением. Продюсер Джейсон Блум назвал картины фильмами о супергероях, отмечая, что несмотря на это они сильно отличаются от фильмов Marvel Studios.

## Актёрский состав
| Персонажи                                | Неуязвимый                               | Сплит                      | Стекло                                    |
| Персонажи                                | 2000                                     | 2016                       | 2019                                      |
| ---------------------------------------- | ---------------------------------------- | -------------------------- | ----------------------------------------- |
| Дэвид Данн Надсмотрщик                   | Брюс УиллисДэвис ДаффилдY                | Брюс УиллисC               | Брюс Уиллис                               |
| Элайджа Прайс Вдохновитель Мистер Стекло | Сэмюэл Л. ДжексонДжонни Хирам ДжеймисонY | Упоминается                | Сэмюэл Л. ДжексонДжонни Хирам ДжеймисонYP |
| Кевин Уэнделл Крамб Коллектив Орда       | Джои ХазинскийC                          | Джеймс Макэвой             | Джеймс Макэвой                            |
| Джозеф Данн                              | Спенсер Трит Кларк                       |                            | Спенсер Трит Кларк                        |
| Миссис Прайс                             | Шарлейн Вудард                           | Шарлейн Вудард             |                                           |
| Миссис Крамб                             | Дайан Коттен МёрфиC                      | Розмари ХовардC            |                                           |
| Кейси Кук                                |                                          | Аня Тейлор-ДжойИззи КоффиY | Аня Тейлор-Джой                           |
| Одри Данн                                | Робин РайтЛора РиганY                    |                            |                                           |
| доктор Дубин                             | Майкл Келли                              |                            |                                           |
| доктор Мэтисон                           | Имонн Уокер                              |                            |                                           |
| Оранжевый Человек                        | Ченси Келли                              |                            |                                           |
| Джей Наркоторговец                       | М. Найт ШьямаланC                        | М. Найт ШьямаланC          | М. Найт ШьямаланC                         |
| доктор Карен Флетчер                     |                                          | Бетти Бакли                |                                           |
| Клэр Бенуа                               |                                          | Хейли Лу Ричардсон         |                                           |
| Марша                                    |                                          | Джессика Сула              |                                           |
| Джон Кук                                 |                                          | Брэд Уильям Хэнке          |                                           |
| Мистер Кук                               |                                          | Себастьян Арселус          |                                           |
| доктор Элли Стейпл                       |                                          |                            | Сара Полсон                               |
| Дэрил                                    |                                          |                            | Адам Дэвид Томпсон                        |

## Кассовые сборы
| Фильмы     | Дата выхода    | Бюджет   | Сборы в США  | Сборы в других странах | Сборы во всём мире |
| ---------- | -------------- | -------- | ------------ | ---------------------- | ------------------ |
| Неуязвимый | 22 ноября 2000 | $75 млн  | $95 011 339  | $153 106 782           | $248 118 121       |
| Сплит      | 20 января 2017 | $9 млн   | $138 291 365 | $140 162 993           | $278 454 358       |
| Стекло     | 18 января 2019 | $20 млн  | $111 035 005 | $135 950 571           | $246 985 576       |
| Всего:     | Всего:         | $104 млн | $344 337 709 | $429 220 346           | $773 558 055       |

## Критика
| Фильмы     | Rotten Tomatoes     | Metacritic       | CinemaScore |
| ---------- | ------------------- | ---------------- | ----------- |
| Неуязвимый | 70 % (169 рецензий) | 62 (31 рецензия) | C           |
| Сплит      | 77 % (293 рецензии) | 62 (48 рецензий) | B+          |
| Стекло     | 37 % (368 рецензий) | 43 (53 рецензии) | B           |
| Общее:     | 61 %                | 55               | B−          |

## Награды и номинации
| Фильмы     | Награды                                | Категории                                        | Получатели                                        | Результаты | Ссылки |
| ---------- | -------------------------------------- | ------------------------------------------------ | ------------------------------------------------- | ---------- | ------ |
| Неуязвимый | Сатурн                                 | Лучший фильм жанров боевик, приключения, триллер | Лучший фильм жанров боевик, приключения, триллер  | Номинация  | [ 35 ] |
| Неуязвимый | Black Reel Award                       | Лучший постер фильма                             | Лучший постер фильма                              | Номинация  |        |
| Неуязвимый | Золотой трейлер                        | Лучший фильм ужасов/триллер                      | Лучший фильм ужасов/триллер                       | Победа     | [ 36 ] |
| Неуязвимый | Blockbuster Entertainment Awards       | Любимый актёр                                    | Брюс Уиллис                                       | Номинация  | [ 37 ] |
| Неуязвимый | Blockbuster Entertainment Awards       | Любимый актёр                                    | Сэмюэль Л. Джексон                                | Номинация  | [ 37 ] |
| Неуязвимый | Blockbuster Entertainment Awards       | Любимый актёр второго плана                      | Спенсер Трит Кларк                                | Номинация  | [ 37 ] |
| Неуязвимый | Blockbuster Entertainment Awards       | Любимая актриса второго плана                    | Робин Райт                                        | Номинация  | [ 37 ] |
| Неуязвимый | Премия Брэма Стокера                   | Лучший сценарист                                 | М. Найт Шьямалан                                  | Номинация  |        |
| Неуязвимый | Премия туманности                      | Лучший сценарий                                  | М. Найт Шьямалан                                  | Номинация  | [ 38 ] |
| Неуязвимый | International Horror Guild Award       | Лучший фильм                                     | Лучший фильм                                      | Номинация  | [ 39 ] |
| Сплит      | Премия Лондонского кружка кинокритиков | Молодой британский / ирландский исполнитель года | Аня Тейлор-Джой (также за фильмы Ведьма и Морган) | Номинация  | [ 40 ] |
| Сплит      | MTV Movie & TV Awards                  | Лучший актер в кино                              | Джеймс Макэвой                                    | Номинация  |        |
| Сплит      | Сатурн                                 | Лучший триллер                                   | Лучший триллер                                    | Номинация  | [ 41 ] |
| Сплит      | Сатурн                                 | Лучшая актриса второго плана                     | Бетти Бакли                                       | Номинация  | [ 41 ] |

## Будущее
М. Найта Шьямалана неоднократно спрашивали, будет ли продолжение «Стекла». 8 января 2019 года он официально подтвердил, что в настоящее время не планируется продолжение, заявив, что не заинтересован в создании кинематографической вселенной.